# Betty of Greystone
Betty of Greystone (o Betty of Graystone) è un film muto del 1916 diretto da Allan Dwan, con la supervisione di D.W. Griffith. I protagonisti sono Dorothy Gish e Owen Moore. Tra gli altri interpreti, George Fawcett e Kate Bruce; il film è l'esordio cinematografico di John Beck, un caratterista che continuerà la sua carriera di attore fino al 1949.

## Produzione
Il film, conosciuto anche come Betty of Graystone, fu prodotto dalla Fine Arts Film Company. Venne girato a Fort Lee, in New Jersey con alcune location fotografate a Yonkers e nel Connecticut.

### Cast e troupe
Victor Fleming (1883-1949) lavorava come meccanico quando conobbe il regista Allan Dwan che lo prese come assistente a Fort Lee. Ben presto Fleming - futuro premio Oscar per la regia di Via col vento - diventò direttore della fotografia, firmando, tra gli altri, anche Betty of Greystone.

## Distribuzione
Distribuito dalla Triangle Distributing, il film uscì nelle sale cinematografiche statunitensi il 20 febbraio 1916. Ne fu fatta una riedizione che venne distribuita il 14 dicembre 1919.
Copia della pellicola viene conservata negli archivi del Nederlands Filmmuseum.